# Jürgen Milski
Jürgen Hans Milski, né le 24 novembre 1963 à Cologne, est un chanteur et animateur allemand.

## Biographie
Il est d'abord carrossier dans une concession Ford dans le quartier de Niehl. Il acquiert la célébrité durant se participation à la première édition allemande Big Brother, diffusée de février à juin 2000, durant laquelle il devient ami avec Zlatko Trpkovski (de), le vainqueur de l'émission, terminant second derrière lui. À la sortie de l'émission, ils sortent un single, Großer Bruder, qui est numéro un des ventes et s'écoule à 800 000 exemplaires. Ils se produisent ensuite dans des spectacles et des émissions de télévision. En 2006, le magazine Stern qualifie Milski de « chanteur allemand de chansons festives le plus populaire ».
Bien qu'il prenne conscience des défauts du milieu de la télévision, il quitte son emploi chez Ford. Contrairement à Zlatko qui, après le battage médiatique, se retire durant un an, Milski reste dans le show-business et gagne sa vie comme chanteur à Majorque et dans des festivals estivals. De 2005 à 2011, il présente une émission de télé-tirelire sur 9Live. Il participe après à l'émission TV total pour présenter des séquences spectaculaires. Après une apparition dedans en 2005, il présente à côté de Charlotte Karlinder (de) la septième édition de Big Brother diffusée sur RTL II. Il revient par la suite à des émissions de télé-tirelire.
En juillet 2007, il présente avec Alida Kurras, la gagnante de la saison 2 de Big Brother, Das Schicksal meines Lebens sur RTL 2. Mais, faute d'audience, l'émission s'arrête. Ford, son ancien employeur, se retire de son sponsoring. Cependant Milski choisit de continuer dans la télévision.
De janvier à juillet 2008, il présente la huitième saison de Big Brother sur RTL II. Depuis 2012, il fait l'objet d'un documentaire de télé-réalité en alternance avec Alida Kurras diffusé sur RTL II et anime un télé-crochet avec Anna-Maria Zimmermann sur Super RTL. Il présente aussi une émission de télé-tirelire sur Sport1. 
En 2013, il participe à Let's Dance avec la danseuse roumaine Oana Nechiti. Il se fera éliminé lors de la 5e semaine. C'est l'acteur Manuel Cortez qui remporte la compétition. 
En 2023 il fait son retour dans Big Brother en participant à la saison 11 de la version célébrités, Promi Big Brother.

## Discographie
- Großer Bruder, 2000 (avec Zlatko Trpkovski)
- Ich bin da
- Volles Programm (Album)
- Herz geballt, 2001
- Auf Wiedersehen Holland, 2002
- Wir sind wieder da (Finale, Finale), 2002
- Deutsche Mädels sind die Besten, 2002
- So wie wir sehen Sieger aus, 2003
- Geile Zeiten, 2003
- Die Alte ist tot, die Bürde weg, 2004
- Immer gut gelaunt, 2004
- Heute fährt die 18 bis nach Istanbul, 2004
- Natascha vorm Pascha, 2004
- Halbschwul, 2005
- Der Lu-Lu-Lukas-Song, 2005
- Ich mach ein glückliches Mädchen aus dir, 2006
- Der Schunkelsong, 2006
- Ein Freund, ein guter Freund, 2007 (avec Willi Herren et Libero-5)
- Heut ist mein Tag (Album), 2007
- Ich weiß was Dir fehlt, 2007
- 3 Chinesen mit dem Kontrabass, 2007 (avec Willi Herren und Libero-5)
- Du bist das Schicksal meines Lebens,2007
- Wir ham St. Anton überlebt, 2008 (avec Mickie Krause)
- Deutschland ist der geilste Club der Welt, 2008 (avec Libero-5)
- Immer wenn ich traurig bin, trink ich einen Korn, 2008
- Wir haben Mallorca überlebt, 2008 (avec Mickie Krause)
- Das is mir Latte, 2008
- Großer Bruder, 2008 (avec Jürgen Drews)
- Kalinka, 2008 (avec Rühmanns Scherben)
- Oh Tequila, 2008 (avec Rühmanns Scherben)
- Du bist Super Plus, 2011 (avec Ludolfs)
- Hey, wo kenn ich Dich her?, 2012
- Wir fahren bis nach Polen, 2012 (avec Libero-5)